# Torre Banesto (Sevilla)
La Torre Banesto es una torre mirador de 92 m de altura construida en la ciudad de Sevilla, España, por la empresa de Bremen Huss Park Attractions.

## Construcción
Su construcción se inició en 1989 y menos de un año después ya estaba concluida. Fue abierta por primera vez al público el 5 de junio de 1991. El mirador, conforme sube por el mástil va girando sobre el eje vertical, dando acceso a las vistas de los jardines del Guadalquivir y de la ciudad. Su altura total es de 92 metros.
Inicialmente se barajó que fuera Repsol la empresa que patrocinara la torre, desestimando finalmente la petrolera dicho patrocinio.

## Utilización

### La Torre Banesto en la Expo 92
La torre era una de las atracciones más visitadas de la Exposición Universal de Sevilla, recibía más 2000 visitantes por día, y el 11 de julio llegó a alcanzar los 3254 visitantes.

### Tras la Expo 92
Tras la Expo 92, se usó hasta 1995 dentro del proyecto Cartuja, el parque de los descubrimientos. En 1996, se valoró por parte del V centenario de Melilla la compra de la torre y de la telecabina de la Expo, descartándose al final la compra. Posteriormente, funcionó con poca asiduidad, dentro de la zona de pícnic de Isla Mágica entre 1997 y 1998, a partir de ese año, el parque temático abandonó el uso que tenía en régimen de concesión por falta de rentabilidad. La torre fue utilizada en la película Nadie conoce a nadie, de 1999. En octubre de 2002 durante las jornadas del X Aniversario de Exposición universal se volvió a poner en funcionamiento con el patrocinio de la empresa Prensa Española, pasando entonces oficialmente a denominarse Torre ABC durante dicha conmemoración.
La Torre Banesto se abrió por última vez en el año 2004, coincidiendo con la celebración de un congreso de estudiantes en el Pabellón del Futuro. Desde entonces la torre no se ha abierto. Hasta los acuerdos de 2005 que desbloquearon la construcción de Puerto Triana, estuvo cedida a Isla Mágica, al igual que los Jardines del Guadalquivir.
Los jardines del Guadalquivir, volvieron a ser abiertos al público el 26 de marzo de 2011.